# Leucadendron modestum
Espèce
Leucadendron modestum est une espèce de plantes à fleurs de la famille des Proteaceae. Cet arbuste à fleurs, originaire du Cap-Occidental, en Afrique du Sud, fait partie du fynbos.

## Description
Leucadendron modestum atteint 60 cm de haut et fleurit en août. Un incendie détruit la plante, mais les graines survivent. Celles-ci sont stockées dans un trou sur la plante femelle et sont libérées après un incendie, et peuvent être propagées par le vent. La plante est unisexuée ; il existe des plants mâles et femelles.

## Répartition et habitat
La plante est présente dans la plaine d'Elim, de Stanford, en Afrique du Sud, et de Bredasdorp jusqu'au cap des Aiguilles. Elle pousse principalement sur des sols plats, graveleux ou argileux, à des altitudes de 0-165 m.

### Statut de conservation
L'espèce Leucadendron modestum a été évaluée en 2020 pour la Liste rouge des espèces menacées de l'UICN et est classée comme quasi menacée selon les critères B1b(iii)+2b(iii).

## Dénominations
Cet arbuste est appelé communément en afrikaans Skugtertolbos, et, en anglais, Rough-leaf conebush.

## Systématique
Le nom correct complet (avec auteur) de ce taxon est Leucadendron modestum I.Williams (d).